# Natalizumab
Natalizumab (commercializzato in Italia dalla Biogen Idec Italia S.r.l. con il nome di Tysabri) è un anticorpo monoclonale umanizzato utilizzato nella terapia di disordini infiammatori immunitari come la sclerosi multipla e la malattia di Crohn. Il suo utilizzo in clinica per il trattamento della sclerosi multipla è stato approvato in Italia nel dicembre 2006.

## Meccanismo di azione
Natalizumab è un anticorpo monoclonale diretto contro l'integrina α4β1 (detta anche VLA-4) e agisce impedendo l'adesione e la migrazione linfocitaria dal letto vascolare alla sede di infiammazione. Le integrine sono una classe di proteine coinvolte nell'interazione cellula-cellula e cellula-matrice extracellulare. In particolare, nell'iniziazione del processo immunitario, esse regolano l'adesione dei linfociti T alle cellule endoteliali e il loro passaggio attraverso queste, nella matrice extracellulare. Una volta nella matrice, regolano l'interazione fra i linfociti T e le APC (Antigen Presenting Cells, cellule che presentano l'antigene, in genere cellule dendritiche).  L'inibizione del l'integrina impedisce al 
linfocita T attivato l'incontro con l'APC e la risposta immunitaria non viene attivata. In questo modo, i linfociti T attivati vanno incontro ad apoptosi.
Esistono diverse evidenze che dimostrano che il blocco di questo tipo di integrina sia importante per il blocco della progressione dei modelli sperimentali di encefalite autoimmune murina. Inoltre, il numero di integrine VLA-4 espresse sulle membrane cellulari dei linfociti si correla con la severità della malattia.
Infine, il natalizumab avrebbe un'azione inibente l'osteopontina, una proteina a funzione proinfiammatoria e antiapoptotica.

## Evidenze cliniche
I primi trial clinici condotti su questo farmaco hanno dimostrato una sua azione di prevenzione delle ricadute in pazienti affetti da sclerosi multipla recidivante-remittente (SM-RR) del 68% rispetto al placebo.
Nella malattia di Crohn in stadio avanzato il natalizumab ha indotto una remissione clinica in pazienti non responsivi ai farmaci immunosoppressivi.
Durante alcuni studi, si registrarono tre casi di leucoencefalopatia multifocale progressiva, una patologia potenzialmente letale che si manifesta quasi esclusivamente in pazienti immunodepressi (ad esempio pazienti affetti da AIDS o in terapia con farmaci immunosoppressori) ed è dovuta al virus JCV. Per questo motivo il natalizumab fu spontaneamente e temporaneamente ritirato dal mercato per una rivalutazione del profilo benefici/rischi. A seguito di uno studio successivo, condotto su pazienti che avevano ricevuto questo farmaco per la terapia della sclerosi multipla, malattia di Crohn e artrite reumatoide, la FDA (agenzia di controllo e di farmacovigilanza Statunitense) ha riapprovato il natalizumab per la commercializzazione.
Al momento il natalizumab (secondo le direttive dell'AIFA per l'Italia) è indicato in monoterapia per i pazienti affetti da sclerosi multipla recidivante-remittente che non abbiano risposto ad almeno un anno di trattamento con altri farmaci immunomodulatori o con malattia in fase rapidamente ingravescente anche se non precedentemente trattati con immunomodulanti.